# Józef Wieczorek (piłkarz)
Józef Wieczorek, wcześniej używał imienia Kurt (ur. 6 stycznia 1931 w Bytomiu, zm. 1 marca 2003 w Dortmundzie, Niemcy) – polski piłkarz, pomocnik. Długoletni zawodnik Polonii Bytom.
Treningi rozpoczynał w klubie z rodzinnego miasta, Bobrku. Krótko grał w Sosnowcu, a w 1952 został graczem Legii. W 1954 wrócił na Śląsk. Piłkarzem Polonii był przez 10 lat. Dwukrotnie wywalczył tytuł mistrza Polski (1954, 1962).
W reprezentacji debiutował 13 września 1953 w meczu z Bułgarią, ostatni raz zagrał w tym samym roku. Łącznie w biało-czerwonych barwach rozegrał 2 spotkania.